# باتريشا موريسون
إيلين باتريشا أوجستا فريزر موريسون (بالإنجليزية: Patricia Morison)‏ (19 مارس، 1915 - 20 مايو، 2018) كانت ممثلة أمريكية، مثلت خلال عصر هوليوود الذهبي، وكانت مطربة أوبرا تؤدي الميزو سوبرانو. مثلت في أول فيلم لها عام 1939 بعد سنوات من العمل على خشبة المسرح. حققت في المسرح أكثر نجاحها حيث مثلت الدور الرئيسي في مسرحية كول بورتر المسماة قبليني يا كيت.
توفيت في بيتها في لوس أنجلوس بأسباب طبيعية.

## روابط خارجية
- باتريشا موريسون على موقع IMDb (الإنجليزية)
- باتريشا موريسون على موقع روتن توميتوز (الإنجليزية)
- باتريشا موريسون على موقع ألو سيني (الفرنسية)
- باتريشا موريسون على موقع ميوزك برينز (الإنجليزية)
- باتريشا موريسون على موقع أول موفي (الإنجليزية)
- باتريشا موريسون على موقع قاعدة بيانات برودواي على الإنترنت (الإنجليزية)
- باتريشا موريسون على موقع قاعدة بيانات الأفلام السويدية (السويدية)
- باتريشا موريسون على موقع إن إن دي بي (الإنجليزية)
- باتريشا موريسون على موقع ديسكوغز (الإنجليزية)
- باتريشا موريسون على موقع قاعدة بيانات الفيلم (الإنجليزية)